# ARM Cortex-A55
L'ARM Cortex-A55 és una unitat de processament central que implementa el conjunt d'instruccions ARMv8.2-A de 64 bits dissenyat pel centre de disseny de Cambridge d'ARM Holdings. El Cortex-A55 és una canalització superescalar en ordre de descodificació de 2 amples.

## Disseny
El Cortex-A55 serveix com a successor de l'ARM Cortex-A53, dissenyat per millorar el rendiment i l'eficiència energètica respecte a l'A53. ARM ha afirmat que l'A55 hauria de tenir un 15% d'eficiència energètica millorada i un 18% més de rendiment en relació amb l'A53. L'accés a la memòria i la predicció de branques també es milloren en relació amb l'A53.
Els nuclis Cortex-A75 i Cortex-A55 són els primers productes que admeten la tecnologia DynamIQ d'ARM. El successor de gran. PETIT, aquesta tecnologia està dissenyada per ser més flexible i escalable quan es dissenyen productes multi-nucli.

## Llicència
El Cortex-A55 està disponible com a nucli SIP per als llicenciataris, i el seu disseny el fa adequat per a la integració amb altres nuclis SIP (per exemple, GPU, controlador de pantalla, DSP, processador d'imatges, etc.) en una matriu que constitueix un sistema en un xip (SoC).
ARM també ha col·laborat amb Qualcomm per a una versió semi-personalitzada del Cortex-A55, utilitzada dins del nucli de la CPU Kryo 385. Aquest nucli semi-personalitzat també s'utilitza en alguns SoC de gamma mitjana de Qualcomm com Kryo 360 Silver i Kryo 460 Silver.

## Ús
- El Cortex-A55 s'utilitza com a petit nucli als dispositius Intel Agilex D-series SoC FPGA.
- Rockchip RK3566/RK3568, RK3588.
- Amlogic S905X3, S905X4, A113D2, T962X2, T968X2, T962D2.
- Unisoc SC9863A
- Exynos 850
- JLQ JR510
- NXP i.MX93